# 御牧藩
御牧藩（日语：／ Mimasa-han */?）是日本山城國久世郡御牧的藩，文祿2年（1593年）創藩，慶長12年（1607年）12月廢藩，石高是13,000石，藩廳是御牧城。

## 歷史
文祿2年（1593年），豐臣秀吉的大母衣眾津田信任被指是伏見醍醐和山科千人斬事件的疑兇而被改易，原本35,000石的領地減封至13,000石，並且由其弟津田信成繼承。慶長3年（1598年）春天，信成參與伏見城普請。慶長5年（1600年），關原之戰爆發，信成作為東軍參戰，戰後獲安堵。
慶長12年（1607年），根據《慶長見聞錄案紙》記載，信成與美濃清水藩藩主稻葉通重、天野雄光、大島光朝等10人一同前往京都北野和祇園一帶遊玩，當一行人得知京都的富商後藤以及茶屋的婦女也在附近後，便將其中的7、8名美女抓進茶屋強行讓其喝酒和倒酒，又將其下人，不分男女縛在樹上，並且拿刀要脅。後來，茶屋的主人前往津田等人的住宿處控訴。不過，根據《當代記》記載，此事發生於慶長11年（1606年）6月，津田一行人也被形容為傾奇者。慶長12年（1608年）12月，信成由於此事而被改易。

## 註解
1. ↑  御牧現為京都府久世郡久御山町北川顏、藤和田、島田、坊之池、中島、西一口、相島、森、野村、大橋邊（日语：御牧村）和東一口（日语：東一口）[1]。
2. ↑  現行對應地名如下[1]：
  - 伏見現為京都府京都市伏見區伏見地區（日语：伏見市）。
  - 醍醐現為伏見區醍醐地區。
  - 山科現為京都市山科區。